# Ehndorf
Ehndorf település Németországban, Schleswig-Holstein tartományban. Lakosainak száma 589 fő (2023. december 31.).

## Népesség
A település népességének változása:
| Lakosok száma | 371  | 646  | 629  | 616  | 608  | 601  | 589  |
|               | 1975 | 2014 | 2017 | 2019 | 2021 | 2022 | 2023 |